# اچ‌ام‌اس آرثوسا (۲۶)
اچ‌ام‌اس آرثوسا (۲۶) (به انگلیسی: HMS Arethusa (26)) یک کشتی بود که طول آن ۵۰۶ فوت (۱۵۴ متر) بود. این کشتی در سال ۱۹۳۴ ساخته شد.